# Tísia
Tísia (en grec antic Τισία) era una ciutat dels brucis, probablement no lluny de Rhegium, a la que Apià fa referència en el seu relat de les lluites contra Hanníbal. Se sap que el general cartaginès la va ocupar i hi va deixar una guarnició, però va ser traït per un dels seus ciutadans que la va entregar als romans, però la van dominar poc temps, doncs Hanníbal la va recuperar.
Diodor de Sicília esmenta una ciutat anomenada Ísia que probablement és la mateixa ciutat i de la que diu que va ser assetjada pels italians durant la guerra social. En aquestes ocasions se la descriu com una important fortalesa, però ja no se la menciona en cap altre moment, i més tard devia desaparèixer com altres ciutats del Bruttium. El nom encara el cita Esteve de Bizanci.